# Conopophaga peruviana
El jejenero peruano, (Conopophaga peruviana), también denominado jejenero golicenizo (en Ecuador), jejenero de garganta ceniza (en Perú) o toco toco cenizo, es una especie de ave paseriforme perteneciente al género Conopophaga de la familia Conopophagidae. Es nativo de la Amazonia occidental en América del Sur. 

## Distribución y Hábitat
Se distribuye en el este de Ecuador (oeste y sur del río Napo) y en la Amazonia peruana hacia el este hasta el oeste de Brasil (al este hasta la margen oriental del alto y medio río Purús), y hacia el sur hasta el norte de Bolivia (La Paz).
Es poco común en el sotobosque, a menos de 1000 m s. n. m. de altitud, preferentemente por debajo de los 600 m s. n. m., en la margen sur del occidente de la Amazonia, en bosques húmedos de terra firme entrecortados por ríos de aguas blancas, al norte del río Solimões.

## Descripción
Mide entre 11,5 y 12 cm de longitud. El macho presenta corona color castaño oscuro, con lores grisáceos y un largo mechón posocular blanco; las partes inferiores color gris parduzco, con el centro del vientre blancuzco; alas color castaño, con las coberteras con puntas color ante; los bordes de las plumas del dorso son negruzcos. La hembra presenta plumaje color marrón, con la corona color castaño rojizo rufo; la garganta blancuzca; los lados del cuello y el pecho anaranjados a rufos y el centro del vientre blancuzco.